# Kai Sina
Kai Sina (* 30. Dezember 1981 in Flensburg) ist ein deutscher Literaturwissenschaftler und Literaturkritiker.

## Leben
Von 2002 bis 2007 studierte Sina Neuere deutsche Literatur- und Medienwissenschaft, Mediävistik und Philosophie an der Universität Kiel. Nach der Promotion in Göttingen im Jahr 2010 war er wissenschaftlicher Mitarbeiter von Heinrich Detering am Seminar für Deutsche Philologie der Universität Göttingen. 2015/16 forschte er als Feodor Lynen Fellow der Alexander-von-Humboldt-Stiftung an der University of Chicago. 2018 erwarb er in Göttingen die Venia legendi für die Fächer Neuere Deutsche Literaturwissenschaft und Komparatistik. Es folgten Lehrstuhlvertretungen an den Universitäten Jena und Göttingen. Seit 2020 ist er Professor für Neuere Deutsche Literatur und Komparatistik mit dem Schwerpunkt Transatlantische Literaturgeschichte an der Universität Münster. Gastprofessuren und Forschungsaufenthalte führten ihn u. a. an die University of Washington und die Princeton University.
Seit 2011 ist Sina freier Mitarbeiter im Feuilleton der Frankfurter Allgemeinen Zeitung. Darüber hinaus veröffentlicht er in der Zeit, im Merkur, in der Neuen Rundschau und in der Zeitschrift für Ideengeschichte. 2016 erhielt er den Wissenschaftspreis der hannoverschen Fritz-Behrens-Stiftung. 2020 wurde ihm eine Lichtenberg-Professur der Volkswagenstiftung verliehen.

## Schriften (Auswahl)
- Sühnewerk und Opferleben. Kunstreligion bei Walter Kempowski. Göttingen 2012, ISBN 978-3-8353-1089-6.
- Susan Sontag und Thomas Mann. Göttingen 2017, ISBN 3-8353-3021-7.
- Kollektivpoetik. Zu einer Literatur der offenen Gesellschaft in der Moderne mit Studien zu Goethe, Emerson, Whitman und Thomas Mann. Berlin 2019, ISBN 3-11-060106-0.
- TransAtlantik. Hans Magnus Enzensberger, Gaston Salvatore und ihre Zeitschrift für das westliche Deutschland, Göttingen 2022, ISBN 978-3-8353-5125-7.
- Hg. (mit Carlos Spoerhase): Nachlassbewusstsein. Literatur, Archiv, Philologie 1750–2000. Göttingen 2017, ISBN 978-3-8353-1900-4.
- Hg.: Im Kopf von Maxim Biller. Essays zum Werk. Köln 2020, ISBN 3-462-05253-5.
- Von der Republik als innerer Tatsache. Nachruf auf Hans Magnus Enzensberger, in: Merkur 2/2023, S. 5–15.
- Hg.: 100 Jahre Zauberberg. Themenheft der Neuen Rundschau (3/2024). Mit Beiträgen von Philipp Theison, Merve Emre, Claudius Seidl u. a.
- Was gut ist und was böse. Thomas Mann als politischer Aktivist. Berlin 2024.